# Comté d'Auxerre
Le comté d'Auxerre est un fief médiéval situé en Bourgogne. Sa principale ville est Auxerre.

## Historique
Le premier comte connu est un compagnon de Charlemagne, Hermenold, qui reçoit Auxerre en 771.
Plusieurs comtes lui succèdent et en 859, Charles le Chauve donne le comté d'Auxerre à son cousin germain Conrad II. Celui-ci s'étant révolté, il est destitué et le comté est confié à Robert le Fort.
À la mort de ce dernier (866), tous ses honneurs passent à Hugues l'Abbé, qui est aussi le frère de Conrad II. Il confie Auxerre à un comte délégué, Girbold, avant de le donner en dot à sa nièce Adélaïde qui épouse Richard le Justicier. Celui-ci et ses successeurs nomment des vicomtes à Auxerre, dont le premier est un certain Rainard.
Durant la seconde moitié du Xe siècle, aucun comte n'est connu. Par contre, deux évêques d'Auxerre assument de facto la fonction. Le premier est Héribert, demi-frère du duc des Francs Hugues Capet, et le second Hugues de Chalon. Ils font le jeu des Robertiens. Le second aurait laissé se développer des lignages de Grands (Donzy, Toucy) qui régentent la majorité du comté.
Le comté finit par revenir aux Capétiens et Robert II le Pieux le remet en dot à sa fille Adélaïde qui épouse Renaud Ier de Nevers. Ce dernier est désormais comte d'Auxerre héréditaire et de Nevers et entre en conflit avec l'évêque d'Auxerre.
Jusqu'au XIIIe siècle, soit pendant deux siècles et demi, les destinées des comtés d'Auxerre et de Nevers restent liées, ainsi que celle du comté de Tonnerre, jusqu'à la mort de Mathilde II, en 1262. Ses trois filles se partagent les comtés.
Dans la seconde moitié du XIIIe siècle, le comté d'Auxerre devient une possession de la maison de Chalon. Alix de Bourgogne-Auxerre († 1290), fille de la précédente et héritière du comté d'Auxerre, épouse Jean Ier de Chalon, qui donne naissance à une tige des Chalon, les Chalon-Auxerre-Tonnerre. Ces derniers entrent en possession du comté d'Auxerre, jusqu'à la fin du siècle suivant, et de celui de Tonnerre, jusqu'au XVe siècle,.
Jean III de Chalon, comte d'Auxerre, sénile à la suite de sa captivité, vend en 1371 au roi, Charles V : 

« Vente par Jean de Chalon, comte d'Auxerre et de Tonnerre, à Charles V, roi de France, de la ville et du comté d'Auxerre, moyennant 31 000 francs d'or (31 000 livres) : copie de l'acte de vente passé par Jean de Chalon par devant Pierre de Montigny et Jean Farrebouc, clercs, notaires jurés du roi au Châtelet de Paris.

Copie du 13 février 1608.

Date : 5 janvier 1371. »

En 1435, le traité de paix d'Arras entre Charles VII, roi de France, et Philippe III le Bon, duc de Bourgogne attribue la ville au duché de Bourgogne.
Charles V transforme le comté en bailliage, devenant un apanage royal sans héritier mâle. Jean Rapine est le premier gouverneur nommé par le roi de France.

## Vicomté d'Auxerre
La vicomté d'Auxerre débute, en l'an 900 ou environ par la nomination de Rainard ou Renard, par Richard de Bourgogne, dit Richard le Justicier, comte d'Auxerre depuis 888.
Le Vicomte Renard est par ailleurs le frère de Manassès Ier de Chalon, éminent personnage et allié de Richard de Bourgogne. Le Vicomte Renaud intervient dans la nomination de l'évêque de la ville, Géran, avec qui il entra en conflit plus tard pour avoir confisqué les terres ecclésiastiques de Gy et de Narçy.
À la fin du XIIe siècle, la vicomté d'Auxerre est aux mains du sire Narjot de Toucy,. Narjot de Toucy est le dernier Vicomte d'Auxerre ayant administré la justice au nom des Comtes d'Auxerre, la dignité de Vicomte d'Auxerre s'étant éteinte ou réunie à celle du Comte. Par la suite, l'administration a été confiée aux Baillis.
En toponymie locale, la place des Véens, dans la ville d'Auxerre, sous le château comtal, devrait son nom de « véen » à une corruption du mot vicomte.